# Jean Joseph Xavier Bidauld

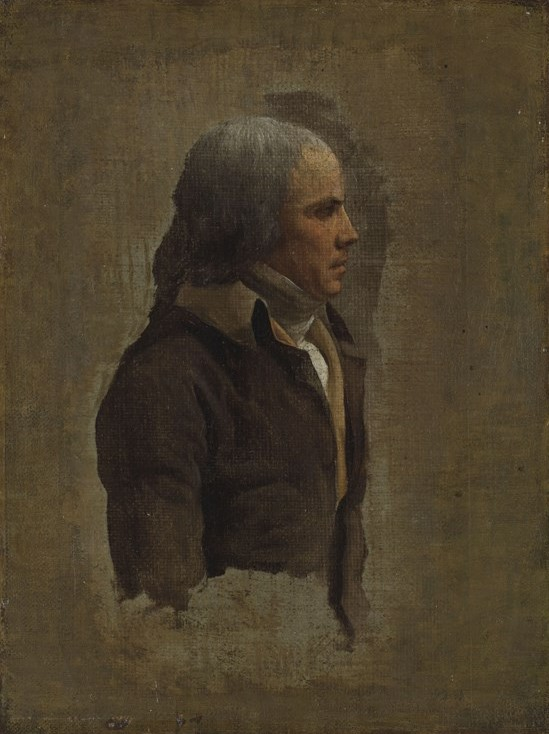
Porträt von Jean-Joseph-Xavier Bidauld, um 1800 von Louis-Léopold Boilly

Jean-Joseph-Xavier Bidauld (* 10. April 1758 in Carpentras; † 20. Oktober 1846 in Montmorency) war ein französischer Maler.

## Biographie
Jean-Joseph-Xavier Bidauld wurde am 10. April 1758 in Carpentras geboren. Seine erste Ausbildung erhielt er im Atelier seines Bruders, der als Landschaftsmaler in Lyon lebte. Dann trat er in die École des Beaus-Arts von Lyon ein. 1793 ließ er sich in Paris nieder. Vor 1785 besuchte er die Ateliers von Claude Joseph Vernet. Mit Unterstützung des Kunsthändlers Dulac hielt er sich von 1785 bis 1791 in Rom auf. Nach seiner Rückkehr nach Paris stellte er regelmäßig im Salon aus. In seiner weiteren Karriere konnte er sich sowohl unter dem Kaiserreich als auch während der Restauration am Kunstmarkt behaupten.
Bidauld starb am 20. Oktober 1846 in Montmorency.

## Werke (Auswahl)
Bidaulds Werke zeigen Landschaften mit Figuren- und Tierstaffage sowie italienische Veduten in Sepia und Aquarell. Sein Stil wurde von den Malern Claude Joseph Vernet und Hubert Robert geprägt.

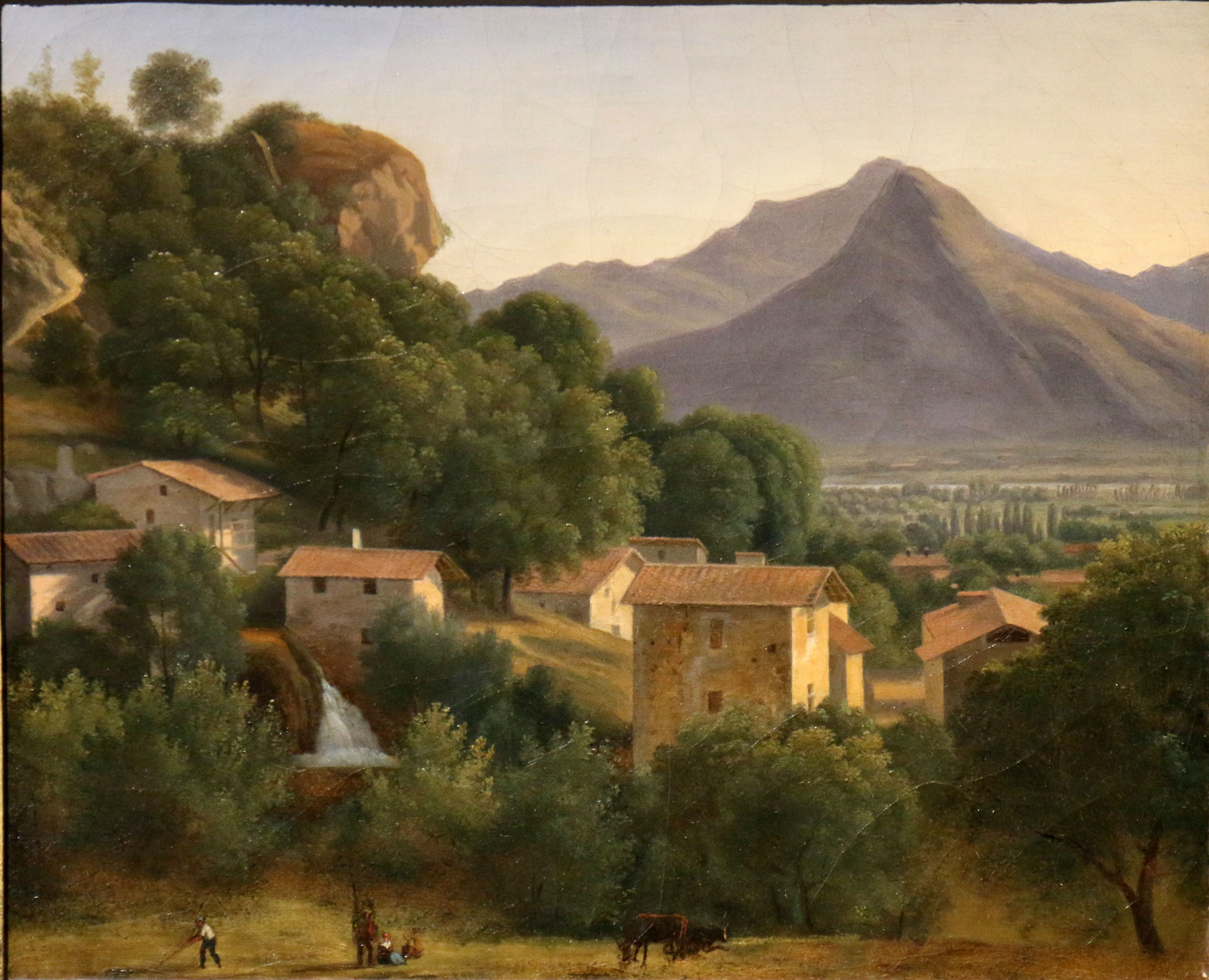
Ansicht aus dem Königreich Neapel
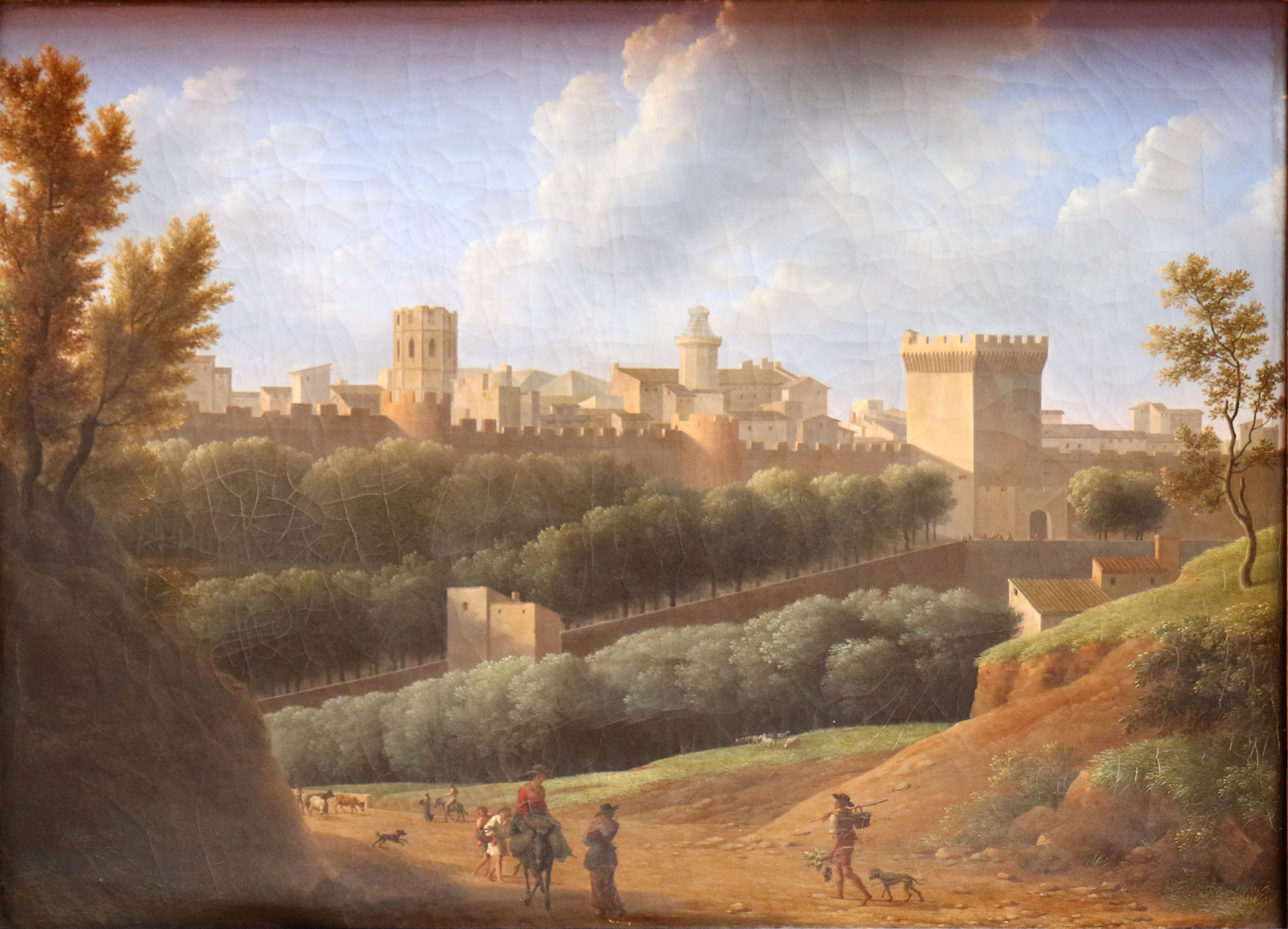
Carpentras Nordseite
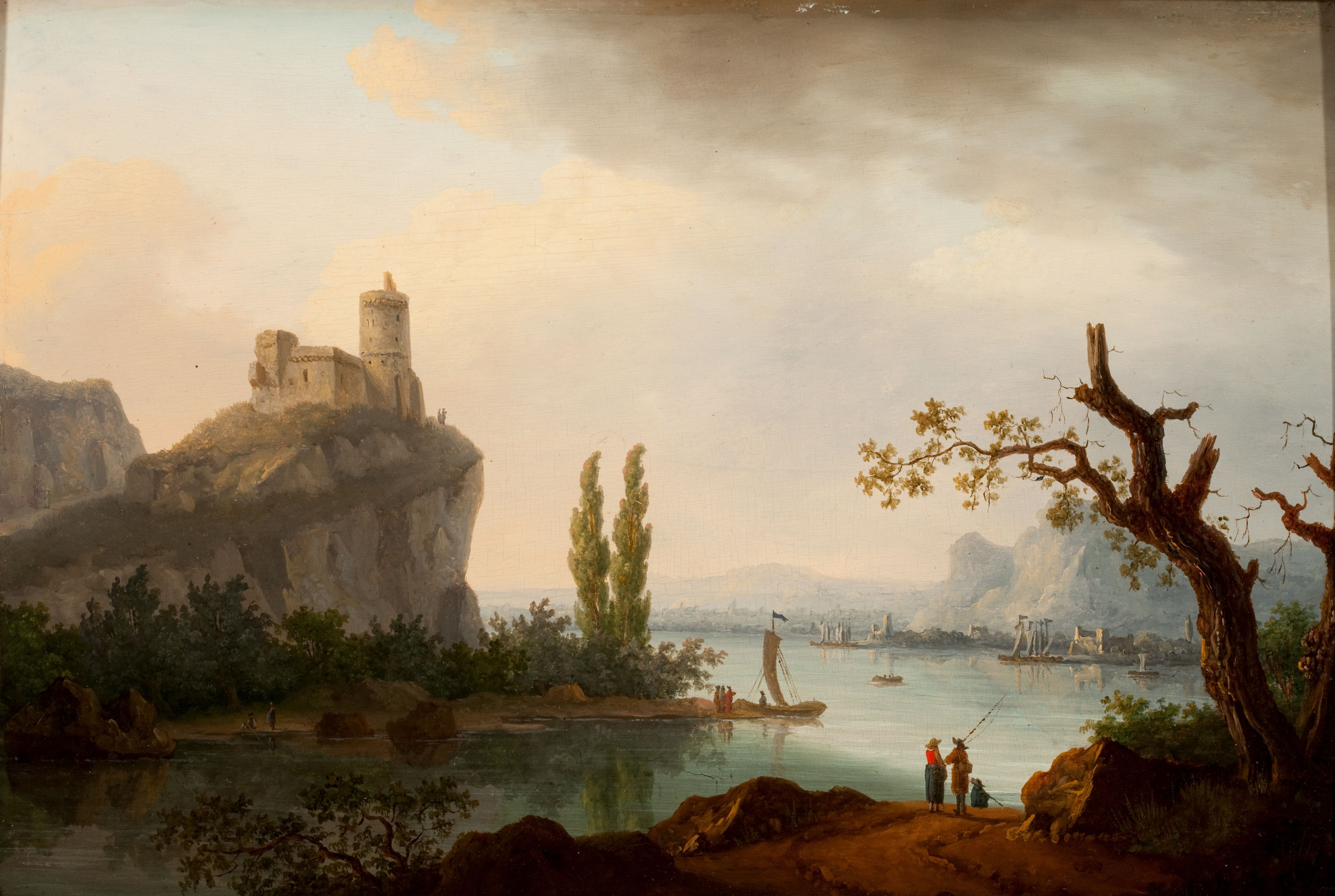
Felsenküste mit Schloss
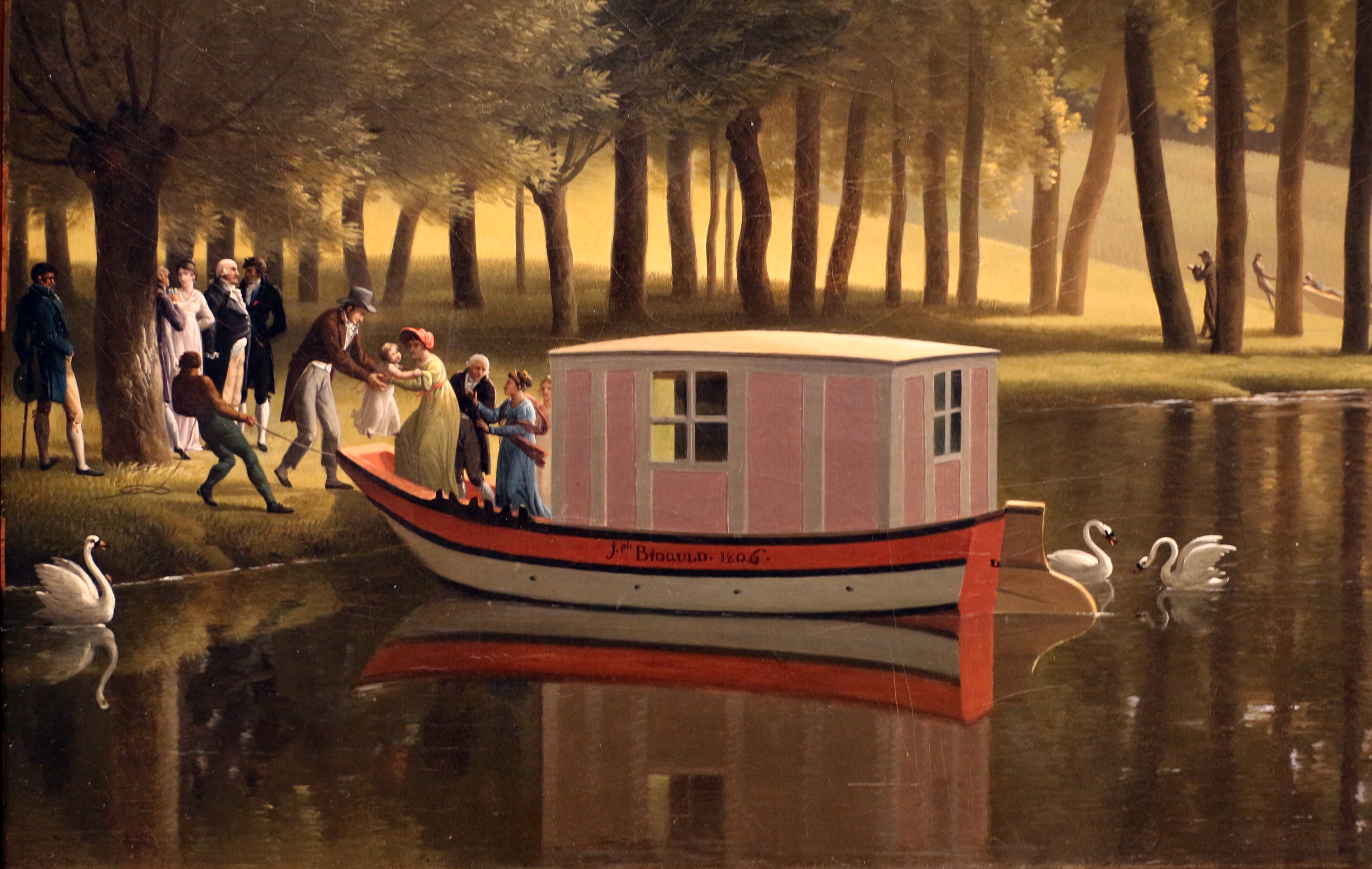
Der Park in Mortefontaine
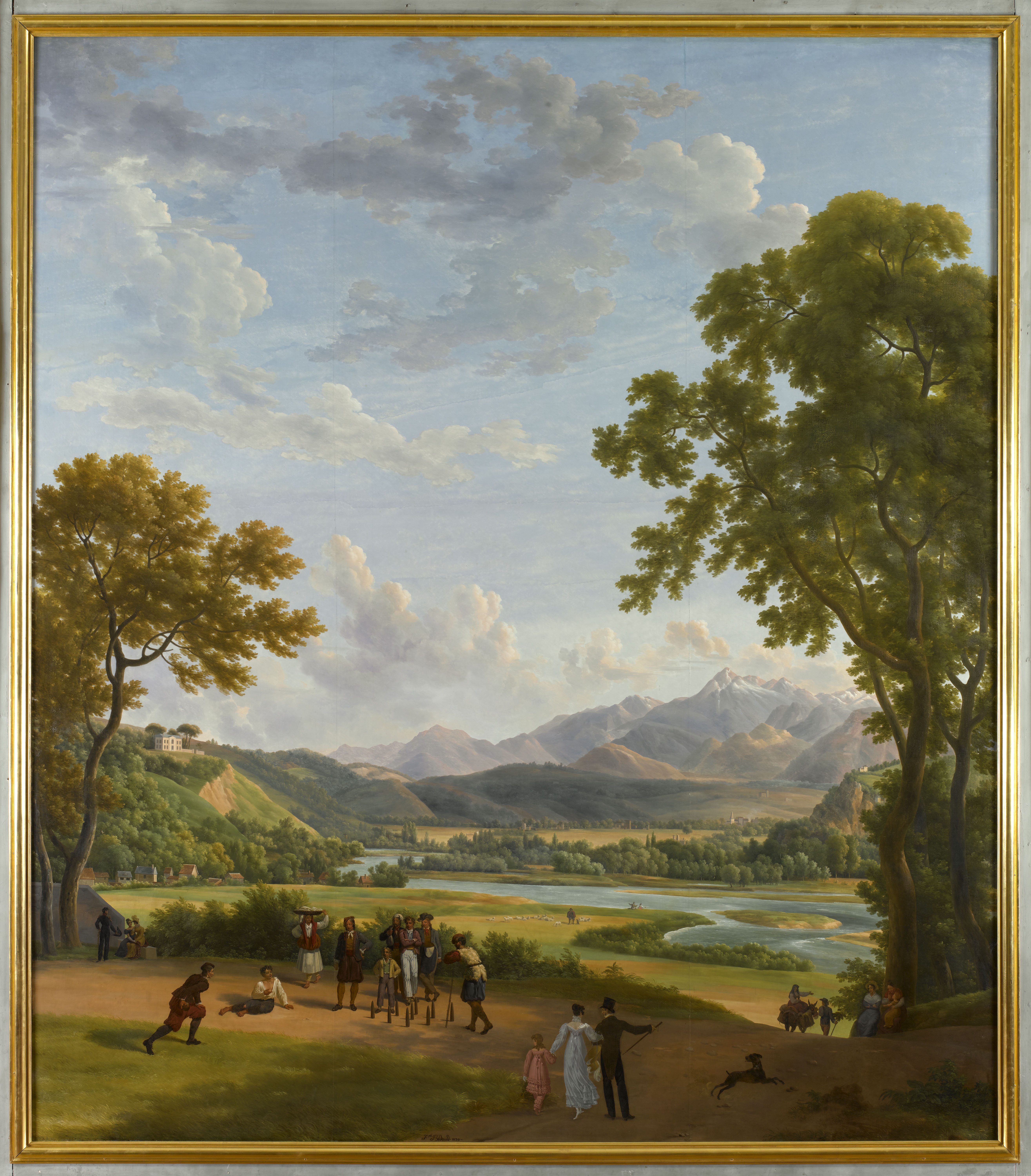
Italienische Landschaft

Bidaulds Werke sind unter anderem im Louvre in Paris ausgestellt.